# Bhudžangásana

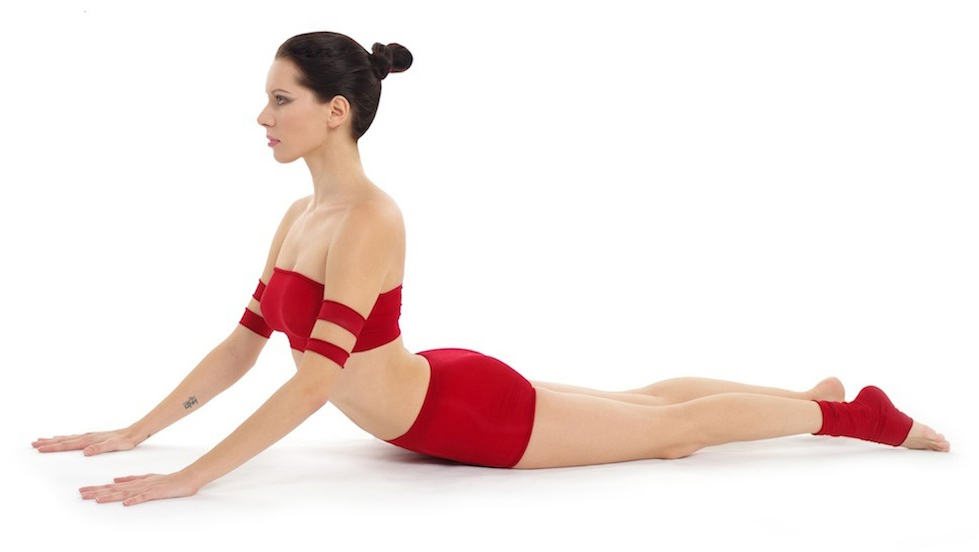
Bhodžangásana (kobra)

Bhudžangásana (भरद्वाजासन) neboli kobra je ásana.

## Etymologie
V Sanskritu bhudžanda znamená had, přičemž bhudža je paže nebo rameno, anga je končetina, a ásana (आसन) znamená pozice nebo posed.

## Popis
1. Tělo leží na břiše, dlaně v úrovni ramen.
2. Zvednutí silou zádových svalů bez zapojení rukou, až následně dojde k zapojení rukou tlakem do země, lokty poblíž tělu do výše
3. při návratu zpět pohyb dolů velice pomalý.